# Chiesa di San Giorgio (Genova)
La chiesa di San Giorgio è un edificio religioso del centro storico di Genova, situato in Piazza San Giorgio.

## Storia

### L'Exercitus e l'antica piazza
Il culto di San Giorgio in Genova sarebbe stato importato in epoca bizantina. Da allora mantenne un legame con l'esercito: il santo, già protettore della milizia bizantina e venerato dai militari, è nel Vexillum tenuto in San Giorgio, lo stendardo militare della Repubblica di Genova che era posto accanto allo scettro dei comandanti dell'armata.
L'attuale piazza San Giorgio su cui sorge la chiesa si suppone fosse il Forum romano della città. Si mantenne infatti sino a tutto l'Alto Medioevo l'uso di convocare qui il popolo; inoltre da qui si calcolano le distanze in miglia romane sulle vie Aurelia e Postumia (da cui i nomi Quarto – IV milium -, Sestri – VI milium -, Pontedecimo - Pons ad X milium).
La connessione tra San Giorgio ed Exercitus bizantino fa ipotizzare una chiesa o cappella a lui dedicata in questo punto; a Genova infatti i Bizantini tenevano un forte presidio, diretto nel 544 da Bono, nipote del Generale Giovanni. Sarebbe sorta allora la prima cappella di S. Giorgio, nel Foro accanto al presidio militare.

### Prime notizie e concessione della parrocchialità
Il primo documento che conferma l'esistenza della chiesa risale al 947. Ad esso segue nel 964, anno III del regno di Ottone I in Italia, una pergamena che nomina la cappella di San Giorgio relativamente alla permuta di beni tra Eldeprando, figlio di Zangulfo, e Teodolfo, vescovo di Genova.
Del gennaio 1139 è un atto di donazione fatto nella chiesa di San Giorgio dai consoli ai figli di Rolando e Guidone da Paxano (da Passano). Stando ad esso si pensa la chiesa fosse collegiata e non più solo cappella o basilica. Siro II, divenuto primo arcivescovo di Genova nel 1132 (il vescovado genovese fu eretto in sede metropolitana nel 1132-1138), nel 1143 fece compilare il registro della Curia Arcivescovile. Nell'Alto Medioevo le chiese minori erano in genere oratori o basiliche e la disposizione di Siro II trasformava in parrocchie quelle dipendenti dalla cattedrale. L'uffizio concesso ai parroci passava dall'approvazione del vescovo e dei suoi canonici, detti "cardinales", "de cardine" o "cardines". Stesso passaggio nella Diocesi si svolge con le chiese subordinate alle Pievi. Le parrocchie acquistano allora un capitolo di canonici con a capo un prevosto. I preposti delle sette chiese cittadine erano eletti dagli arcivescovi, cui spettava anche la nomina degli abati di Santo Stefano, San Siro, San Benigno.

### San Giorgio medioevale
Nel 1147 a San Giorgio è fatta l'offerta per l'impresa di Almería. Da Almeria conquistata vengono portate nella chiesa dal sacerdote Vassallo le due porte di bronzo.
Nel 1379, per la vittoria di Luciano Doria sui Veneziani capitanati da Vettor Pisani, si alza in San Giorgio un altare dedicato a San Giovanni e si stabilisce per il 6 maggio la solenne offerta di un pallio d'oro da parte delle signorie di Città unitamente agli abitanti.
A metà del Quattrocento si aggiunge l'altare di San Bernardino, santo il cui culto recentissimo era in rapida diffusione, officiato dall'Arte dei Merciari: nel dicembre 1454 al convegno delle parti per la concessione sono il Prevosto, i due canonici, il Capitolo, l'Arte dei Merciai e il notaio Andrea de Cario. L'altare esiste ancora nel Settecento, a sinistra dell'ingresso, ma in rovina.

### La ricostruzione della chiesa
Nel 1550 la chiesa medioevale è pericolante e i parrocchiani chiedono al Prevosto Bernardo Boero e al dotto Gio Batta Chiappe di porvi rimedio. La richiesta fu trascurata e per dodici anni la chiesa non fu officiata. I parrocchiani fecero allora richiesta al pontefice per ripararla e riedificarla a loro spese. Papa Pio IV, il teatino Gian Pietro Carafa, ne fece Commissione all'Arcivescovo genovese Agostino Salvago, con Bolla del 9 agosto 1565.
Il giuspatronato nel 1566 fu rilasciato ai soli parrocchiani residenti. Oltre al giuspatronato gli abitanti ricevettero lo Ius Nominandi in perpetuo del prevosto. Con Lettera Apostolica del 14 aprile 1564, l'amministrazione della parrocchia è conferita al "dotto" Gio Batta Chiappe.
Il rinnovo procede lentamente: ancora il 13 ottobre 1585 il nuovo prevosto salda un conto per i lavori di restauro. Per la ricostruzione si segnala il nobile Nicolò Raggi, che incarica Luca Cambiaso dell'esecuzione degli affreschi. Questo ciclo pittorico su parete fu distrutto dalle storiette successivamente affrescate da Gio Battista Castello nel rifacimento pittorico del Seicento. Probabile che anche per il coro, tra il 1570 e il 1580, a Luca Cambiaso venissero commissionate le tre tele, tra le quali quella della decapitazione di San Giorgio è considerata come uno dei suoi capolavori.
Nel 1608 muore il prevosto Gio Batta Chiappe. I parrocchiani eleggono suo successore il reverendo Gio Maria Gando, elezione confermata dall'arcivescovo Orazio Spinola (atto del notaro Marc'Antonio Molfino del 31 gennaio 1609).

### I Teatini a San Giorgio
L'ordine dei Teatini, fondato a Roma nel 1524 da San Gaetano di Thiene assieme ai compagni Gian Pietro Carafa (futuro Papa Paolo IV), Bonifacio de Colli e Paolo Consiglieri o Ghisleri, nella seconda metà del Cinquecento era stato introdotto in Genova ma senza una dimora in città. Dapprima ebbe sede in Santa Maria Maddalena, quindi il 15 agosto 1575 in San Siro.
Il 31 maggio 1624 l'arcivescovo di Genova Domenico De Marini scrive a Carlo Barberini, teatino di San Siro, sulla concessione ai Tatini di aprire un oratorio presso San Giorgio, in una casa di loro proprietà. Nel giugno 1624 i Teatini aprono al piano terra di questa loro casa, che si trovava in piazza San Giorgio, una chiesa dedicata a San Carlo Borromeo. La aprono nell'agosto 1624, ma la cosa non è bene accetta dal prevosto di San Giorgio che vi vede una concorrenza al suo officio. Dalla parrocchia di San Giorgio arrivano le proteste che portano alla chiusura di tale chiesa da parte del Senato. Già il 2 marzo 1629, però, la chiesa è restituita e i Teatini possono tornare a celebrarvi la Messa.
La situazione si sblocca nel marzo 1629 con la morte di Gio Maria Gando, prevosto di San Giorgio. Lo stesso giuspatronato di San Giorgio è proposto ai Teatini di San Siro dagli stessi parrocchiani, che rinunciano con ciò al loro giuspatronato della chiesa. Papa Urbano VIII ufficializza la concessione con un Breve apostolico del 30 maggio 1629.
Il nuovo prevosto teatino è Ottavio Ferrari. Dissidi sorti con l'arcivescovo De Marini ritardano ancora l'insediamento dei Teatini, cui si colloca tra il 1631 ed il 1632.
Al prete Campanaro, per ordine della Congregazione di Roma, viene tolto dal possesso della chiesa di San Giorgio, che viene concessa ai Padri Teatini e assegnata al prete Domenico Giordano.

### La ricostruzione della chiesa

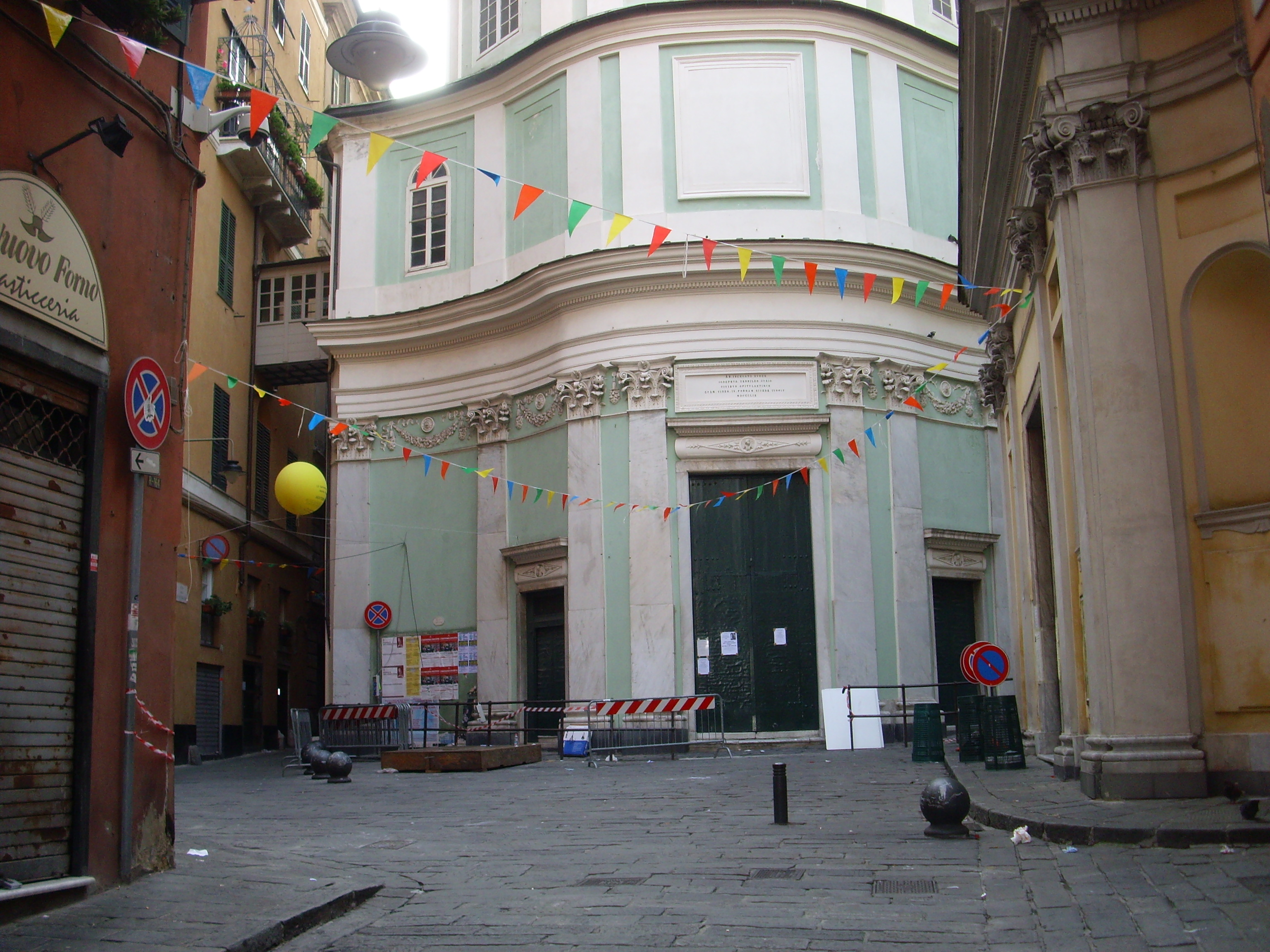
La facciata della chiesa di San Giorgio. A destra il profilo della chiesa di San Torpete

Con l'entrata dei Teatini riprendono anche i lavori di ristrutturazione. Nel settembre 1657 i padri Giovanni Battista Bertolotti e Gio Francesco da Dieci richiedono all'arcivescovo Stefano Durazzo l'autorizzazione per un rifacimento con ingrandimento, con la motivazione di voler ottemperare al testamento di novizio Teatino, della famiglia dei Da Dieci, che aveva lasciato in eredità una somma da utilizzarsi per questo fine. La richiesta, però, non ha esito positivo.
L'11 maggio 1658 la supplica giunge al Papa: il consenso arriva due anni dopo da Papa Alessandro VII, che conferisce loro il dominio assoluto della chiesa e della parrocchia.
Il cantiere viene dunque avviato: ignoto però il nome del progettista. La chiesa viene raddoppiata di dimensioni sia in pianta che in alzato. Dei disegni rimane un primo progetto con cupola ovale, sorretta da quattro pilastri. Lo sconosciuto progettista lascia in esso una scritta in francese in cui parla della cupola a pianta ovale. Resta anche un secondo progetto del 26 luglio 1697, di firma illeggibile, con cupola a pianta rotonda ed otto pilastri anziché quattro, progetto analogo a quello eseguito.

#### La cupola
Per il disegno della cupola, William Piastra ipotizzava l'intervento o il suggerimento di Giovanni Antonio Viscardi, architetto della seconda metà del Seicento. Questi, tra il 1692 e il 1695, aveva svolto la sua attività presso i Padri Teatini. Era poi tornato in Germania dove era rimasto a lungo nel primo decennio del Settecento. A conferma di questa ipotesi, Viscardi a Freystadt costruì il santuario di Maria Ausiliatrice, La Maria-Hilf-Kirche, che mostra, pur con le differenziazioni regionali, l'impostazione della cupola posta in maniera da coprire tutto il vano interno della chiesa e spingere le facciate verso l'esterno, avanzandone il centro.
L'iter progettuale venne concluso accettando la planimetria dell'architetto Giacomo Lagomaggiore, approvata nel 1695 dal Magistrato dei Padri del Comune, che insisteva sugli ampliamenti viari in Via Giustiniani e in Piazza San Giorgio.
Nel 1701 la chiesa di San Giorgio è terminata sia nei muri perimetrali, sia nella cupola, e nell'anno 1700 è rinnovata la consacrazione.

### La ricostruzione della cupola e la battaglia burocratica
L'ultimo parroco Teatino è Leandro Nasi, morto il 2 giugno 1800. Gli succede nello stesso anni il reverendo Gerolamo Vannenes, appartenente al clero secolare, che regge la parrocchia sino al 10 marzo 1816. Nel 1812 si hanno i primi cedimenti della cupola e, quasi subito, la si ripara a carico della città, su progetto del mastro Agostino Pareto. La chiesa subisce, come molte altre, numerosi sequestri di beni immobili, che il reverendo Vannenes difende strenuamente riuscendo più volte nel suo intento.
Il 6 gennaio 1821 crolla parte della cupola. L'Uffizio Edile dispone lo sgombero delle macerie e ordina un rapido restauro; ma sostiene di non dover sostenere le spese delle impalcature che lascia a carico della chiesa. L'Uffizio comunica inoltre al parroco che avrebbe pagato la Civica Cassa solo fino a una certa data, interrompendola però a quella scadenza non spettandogli in base alla Legge sulle Fabbricerie del 30 dicembre 1809. Era un'interpretazione errata di tale norma che l'amministrazione civica faceva sua per mancanza di soldi, pretendendo da parte del parroco il pagamento per ponteggi e restauro.
Il 6 febbraio 1822 il Reverendo Pietro Rell, parroco di San Giorgio, rivolge una supplica all'arcivescovo e alla segreteria per gli affari interni di Torino, onde recuperare l'offerta annuale per il santo protettore. Pietro Rell invoca l'eccezionalità dell'occasione e l'analogia a quanto era accaduto per San Lorenzo e San Pietro in Banchi; San Giorgio che era di pari antichità e pertanto di pari diritto da restaurarsi a spese della civica amministrazione. Inoltre il demanio aveva trattenuto tutti i beni di San Giorgio, incamerando i beni dei Teatini essendo un ordine soppresso, ed insieme a questi aveva illegalmente aggiunto quelli posseduti a parte dalla chiesa di San Giorgio come parrocchia, per cui la parrocchia non poteva più sostenere spese.
Il parroco minaccia di rivolgersi a Torino. Il Corpo della città scrive le sue ragioni contro il parroco, che invia al conte Ruggero Gaspero Gerolamo, ministro dell'Interno di Carlo Felice. Il ministro si chiede chiarimenti all'Arcivescovo genovese Luigi Lambruschini, che ne informa a sua volta il parroco Rell. Il parroco invia a Torino una documentazione che precisa fossero dovuti a San Giorgio l'olio perpetuo per le lampade sull'altare e una somma annua versata alla parrocchia dai Serenissimi Collegi, venuta meno poco prima del 1815. Ma per la Civica Amministrazione questi oneri erano da cedere al Tesoro e non alla parrocchia. Il 13 febbraio 1822 la Segreteria di Stato per gli Affari Interni da Torino invia la sua risposta ma i lavori restano fermi per tutto il 1822.
L'8 gennaio 1823 l'Ufficio degli Edili ingiunge ai Fabbriceri di riparare la cupola a proprie spese. Il parroco ribatte scrivendo ai sindaci della città la risposta di Torino. Allora qualche mese dopo arrivano dall'Ufficio degli Edili gli avvisi per disarmare la cupola dalle impalcature. Il 5 agosto 1822 viene in San Giorgio Carlo Barabino, incaricato dell'Ufficio Edili, a spiegare l'ingiunzione a motivo di pubblica incolumità di eliminare la cupola e quindi togliere i ponteggi. Le lettere-risposta di Rell erano comunicate senza essere spedite ai membri del Corpo Decurionale; in esse il parroco si mostrava scandalizzato dell'intrusione-intimazione del Barabino, e dell'affronto per l'ordine di scoperchiare la chiesa. Un'altra richiesta di togliere i ponteggi arriva nel settembre dello stesso anno.
Si apre così una lunga battaglia burocratica, combattuta a colpi di corrispondenza, appelli alle leggi precedenti sulle fabbricerie e suppliche alle autorità di Torino. La questione si chiude solamente nel 1825, quando Rell ottiene finalmente la restituzione di alcuni beni immobili ingiustamente sottratti, sfruttando i quali, e aggiungendo le elemosine dei fedeli, il restauro della chiesa poté essere concluso.

### Altri lavori e migliorie ottocentesche

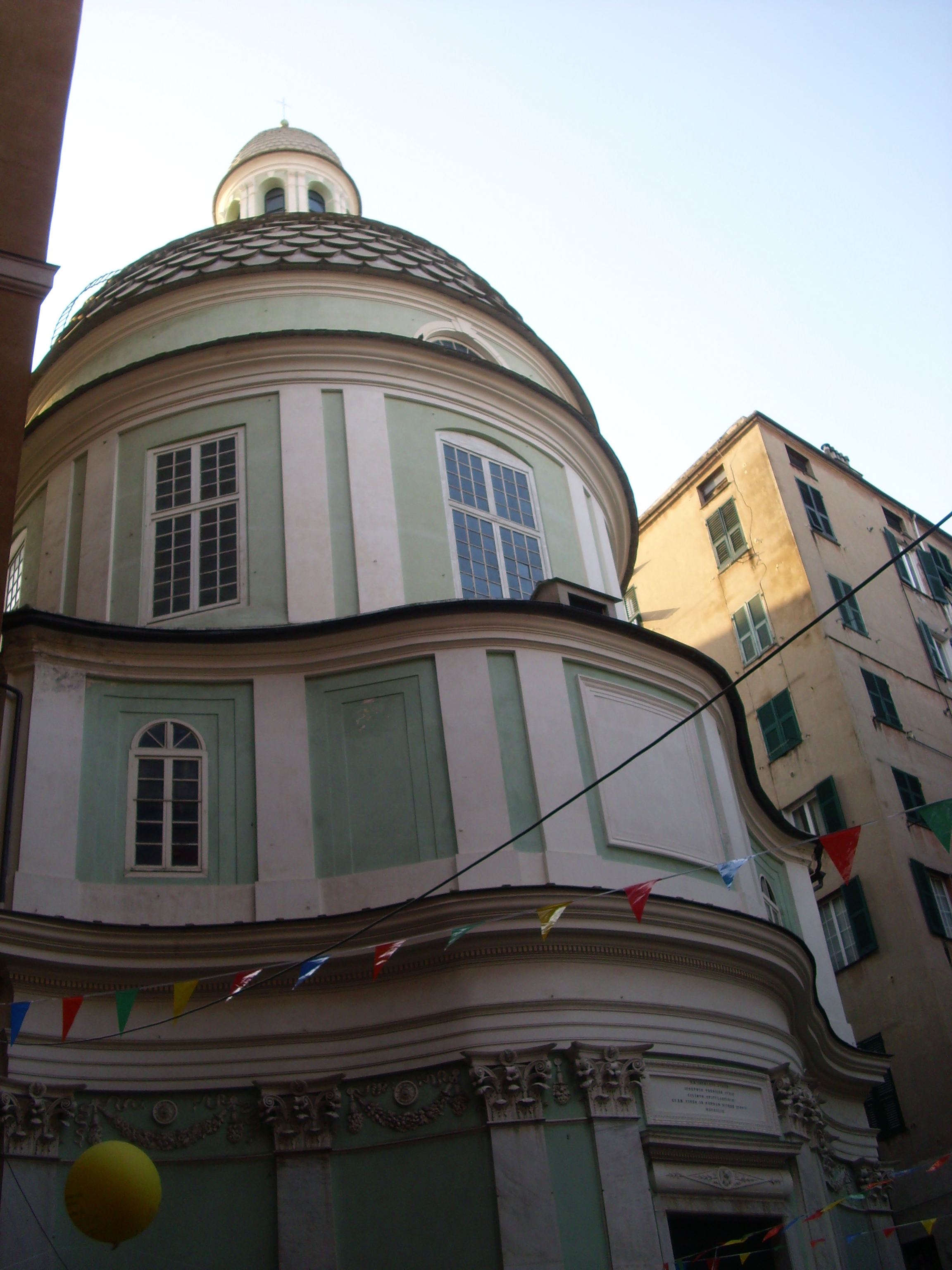
La chiesa di San Giorgio, particolare della facciata e della cupola

Tra il 1816 e il 1821 si effettuano migliorie nel battistero, nell'altare di Sant'Andrea Avellino, in quello di Nostra Signora della Misericordia e altri.
Il 1836 è la probabile data di decesso di Pietro Rell, malato e forse di fatto già sostituito da qualche anno da Giuseppe Terrile. Quest'ultimo gli succede ufficialmente il 25 gennaio 1836 con disposizione dell'arcivescovo Placido Maria Tadini.
Tadini voleva sostituire la statua della Madonna della Misericordia, a suo parere "da vestire", ma desiste dall'impresa per volgere ad altre spese le somme a disposizione. Nel febbraio 1840 Giacomo Celesia dona una statua in marmo della Madonna, proveniente da un suo stabile sito agli Angeli. Si restaura la cappella a destra dalla parte del quadro di Sant'Andrea Avellino, spesa sostenuta da Giuseppe Storace. Volendo rendere la chiesa più simmetrica nelle due cappelle centrali, si decide di smuovere da quella di sinistra il quadro di San Gaetaano di Thiene, da collocarsi nella cappella piccola di destra (la seconda darebbe da dedicarsi alla Madonna della Misericordia, e quella di fronte a sinistra a San Raffaele Arcangelo). Nell'agosto 1840 iniziano i lavori, terminati l'anno successivo con la benedizione della statua della Madonna della Misericordia, donata dal Celesia. Nella parte alta della cappella sono dipinte le Storie di Ester davanti ad Assuero, di Giuseppe Isola. Gli ornamenti sono di Gerolamo Centenaro.
Sono effettuati altri lavori nella seconda metà del secolo, pagati al marmista Michele Romagnino. Nel 1888 l'arredo della cappella grande a destra è completato con l'altare di marmo fino con intarsio di diversi marmi fini.
Antonio Ramorino, residente a San Pietroburgo, il 17 ottobre 1844 scrive donando un quadro di Claudio Cohelo, pittore spagnolo e seguace del Rubens, alla chiesa. L'opera, "Santa Maria Addolorata col Figlio deposto dalla Croce tra le braccia", viene collocata nella terza cappella a sinistra dove era il crocifisso ligneo. Presso gli archi sopra la tribuna Giuseppe Isola affresca gli Evangelisti. Nel 1851 si pongono marmi, balaustre, stucchi, dorature nella cappella di San Gaetano di Thiene, a spese di Giacomo Pittaluga, coma da iscrizione in loco.

#### La costruzione della facciata
Restava da terminare la facciata, ancora in muratura grezza. Nel 1859 si propone un progetto steso dall'architetto Andrea Carpineti, che viene presentato al Consiglio Delegato della Città. Dall'ufficio comunale gli si impongono piccole varianti, ad esempio di eliminare il basamento e di proporre la tinteggiatura. Accettando queste clausole, il 5 aprile 1859 il progetto di facciata è approvato.
I lavori iniziano poco dopo. Tolto lo zoccolo, vengono aggiunte le lesene di marmo, i capitelli congiunti da festoni a catenaria di stucco e le due porte laterali. Nello spazio rettangolare in alto sulla facciata Giuseppe Isola affresca un san Giorgio, oggi quasi del tutto scomparso. Il 23 ottobre 1869 muore il parroco Giuseppe Terrile. Nell'occasione viene scoperto il busto del Terrile, opera di Giuseppe Molinari, posto nella parte esterna della prima cappella di sinistra, ee attualmente nella sacrestia.
Il 21 giugno 1871 diviene parroco Giuseppe Parodi, che nel 1872 commissiona al pittore Santo Panario un San Giuseppe e la via Crucis, eretta canonicamente nel 1879. Negli stessi anni si acquista il pulpito di marmo.
Nel 1884 un'altra caduta di calcinacci danneggia la cupola. Il Municipio dà ingiunzione per le riparazioni; la fabbriceria non ha fondi e si rivolge all'Economato Generale dei Benefizi Ecclesiastici con sede a Torino. Nel 1890 la cupola viene riparata, ma ancora il 19 dicembre 1892 il podestà Eugenio Broccardi delibera lavori di irrobustimento per essa. Nel 1885 sono posti stucchi e marmi per la cappella del Beato Marinoni e stessa cosa viene fatta nel 1887 per la cappella di Santa Caterina da Genova, con stucchi del Centanaro e marmi e indorature di Giuseppe Massardo.
Ai primi del Novecento il prevosto Giuseppe Parodi restaura i pilastri con diaspro di Sicilia al centro e fasce alternate in broccatello di Spagna e giallo antico di Siena. Per lo zoccolo si ricorre alla breccia africana. Vengono infine sistemati quattro tondini di lapislazzuli per pilastrata e una fascetta di mero paragone.

#### Il campanile e il cavalcavia di collegamento con chiesa
Il campanile della chiesa era la vecchia torre Alberici. Per adattarlo alla nuova funzione la parte terminale merlata era sostituita dai due piani del Sei-Settecento, il primo a pianta quadrata, l'altro a pianta tonda con cupoletta. Questo campanile viene incorporato a fine Seicento nell'edificio del convento restaurato. Soffre di instabilità statica avendo poggiato le sue fondamenta sul rivo parallelo alla clavica dei Giustiniani. Nel stesso secolo è costruito un cavalcavia aereo che va dal campanile alla chiesa-convento.
Il 9 febbraio 1847 è dato il progetto di restauro del cavalcavia, eseguito dall'architetto Carpineti, e presentato ai Sindaci di Città. Nell'agosto 1847 arriva il benestare del Corpo Decurionale a patto che il cavalcavia in ferro e vetro sia più semplice di quello progettato. Dal campanile furono tolti i rosoni in ferro battuto perché pericolanti: essi erano stati posti sulle quattro semisfere foggiate a guisa di portafiori, sugli angoli del terrazzo del campanile. Prima era stato tolto anche il San Giorgio in ferro battuto sulla sua estremità. Altre riparazioni della torre sono nel 1894, un consolidamento, nel 1935, con riparazioni a seguito dei danni di un temporale, nel 1938 con il cambio delle chiavi di concatenazione e nel 1945 con riparazioni a seguito dei danni dai bombardamenti. Nel 1836 vi erano tre delle quattro campane di bronzo, le quali non sono rimosse dopo il decreto del 23 aprile 1942, al contrario delle altre campane.

### I danni della Seconda Guerra Mondiale
Il bombardamento del 23 ottobre 1942 lascia solo danni alla copertura e ai locali di servizio. Quello del 13 agosto 1944 comporta danni rilevanti, colpendo e facendo crollare il palazzo Lagorio, all'angolo dei vicoli del Fumo e di San Giorgio. La caduta di parti in muratura sfonda il muro della chiesa presso l'altare della Misericordia, dove sono devastati l'altare, la predella e le balaustre, ma le statue della Vergine e del Beato Botta restano intatte tra le macerie.
Le riparazioni della Sovrintendenza del 1944 sono dirette dal sovrintendente Carlo Ceschi. Si esegue velocemente un muro di mattoni sulla rottura e il preventivo di spesa è presentato alla Commissione per i danni bellici con sede in Pammatone.
Il parroco Rodolfo Serra, assieme all'Ufficio delle Belle Arti del Comune ed ai parrocchiani, conduce il restauro dell'altare della Misericordia. Vanno perduti l'affresco di Giuseppe Isola di Ester e Assuero, una foto del quale resta nella sacristia della chiesa.
L'ultimo parroco di San Giorgio fu Monsignor Serra, morto nel 1952. Il 7 marzo 1961 cessa l'attività parrocchiale di San Giorgio; diviene rettore il parroco di San Lorenzo e il titolo è trasferito a Sestri Ponente.
La chiesa è attualmente affidata in gestione temporanea alla comunità ortodossa genovese; in particolare vi vengono officiate le funzioni della Chiesa della Santissima Trasfigurazione, dipendente dal Patriarcato di Mosca.

## Opere
Da destra:
- Prima cappella di Santa Caterina da Genova: ancona attribuita a Domenico Guidobono con "Cristo paziente e Santa Caterina da Genova". Il sacello ornato a spese delle sorelle Iccardo nel 1883, come da iscrizione.
- Seconda cappella, di Nostra Signora della Misericordia, intitolata alla Madonna del miracolo savonese del 18 marzo 1536. Statua della Madonna donata dal Celesia e statua, di fattura mediocre, del Beato Antonio Botta, il contadino locale protagonista dell'Apparizione savonese.
- Terza cappella, di San Gaetano di Thiene: ancona col titolare che riceve il Bambino dalla Madonna, di Domenico Piola. La donazione che permise di realizzarla fu di Pittaluga, del 1751, come da iscrizione in loco.
- Sancta Sanctorum, trasformato nel 1851: "Decapitazione di San Giorgio" di Luca Cambiaso, dalle poche e languide tinte, ma dal chiaroscuro vigoroso, alla stessa maniera della "Pietà" dello stesso autore nella Basilica di Santa Maria Assunta di Carignano, collocabili nell'ultimo periodo dell'artista; mediocri affreschi di metà Ottocento sopra l'altare (Lo Spirito Santo che si libra sul Caos, il Pellicano simbolo di Cristo Redentore, l'Aquila simbolo dell'Innocenza).
- Di Luca Cambiaso: "San Giorgio nel calderone" e il "Martirio di San Giorgio alla ruota dentata".

Questi quadri di Cambiaso vengono restaurati tra il settembre 1851 e l'ottobre 1852 da Filippo Bernacca. Fuori dal Sancta Sanctorum sono, sul pavimento, tre lapidi. Quella a sinistra, oggi ancora scarsamente leggibile, risale al 1677; le altre, illeggibili, sono coeve. A sinistra del Sancta Sanctorum:
- Quarta cappella, della Madonna Addolorata: Gesù deposto in grembo alla Madonna, di Claudio Cohelo, pittore spagnolo; "Sacro Cuore di Gesù" di Santo Panario.
- Quinta cappella di S. Raffaele Arcangelo: prima del 1811 era dedicata a San Carlo Borromeo ed era cappella della confraternita che nel 1612 veniva aggregata alla Confraternita dei Santi Ambrogio e Carlo Borromeo e nel 1613 otteneva dal Cardinale Federigo Borromeo vescovo di Milano due particelle della pianeta di San Carlo Borromeo. Il quadro dell'arcangelo, di Gerolamo Costa è collocato in una raggera di legno dorato. Un affresco nella lunetta è di Giuseppe Passano.
- Ultima cappella a sinistra del Beato Angelo Marinoni, uno dei primi seguaci di Gaetano da Thiene, culto riconosciuto da Innocenzo XIII nel 1762. Sopra le finestre e nei peducci della cupola sono i Quattro Evangelisti di Giuseppe Isola.